# Eglinton (ort i Storbritannien)
Eglinton är en ort i Storbritannien.   Den ligger i riksdelen Nordirland, i den västra delen av landet, 600 km nordväst om huvudstaden London. Eglinton ligger 26 meter över havet och antalet invånare är 3 818.
Terrängen runt Eglinton är platt åt nordväst, men åt sydost är den kuperad. Havet är nära Eglinton åt nordost. Runt Eglinton är det ganska glesbefolkat, med 42 invånare per kvadratkilometer. Närmaste större samhälle är Derry, 8,3 km väster om Eglinton. Trakten runt Eglinton består i huvudsak av gräsmarker.